# Allora (Australië)
Allora is een plaats in de Australische deelstaat Queensland en telt 923 inwoners (2006).

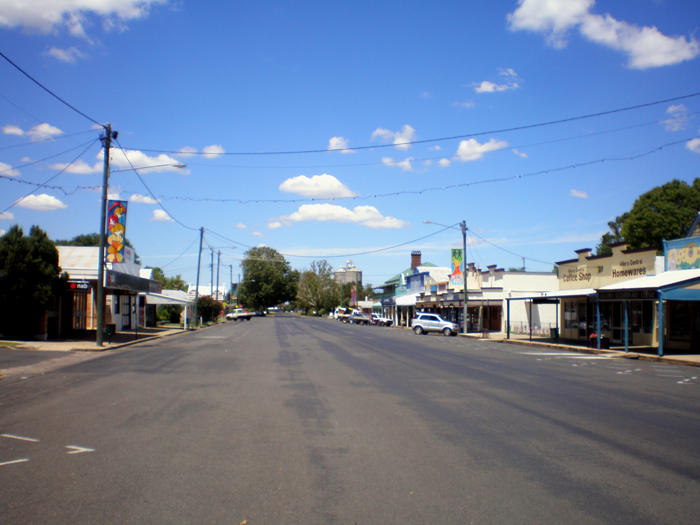
Hoofdstraat van Allora
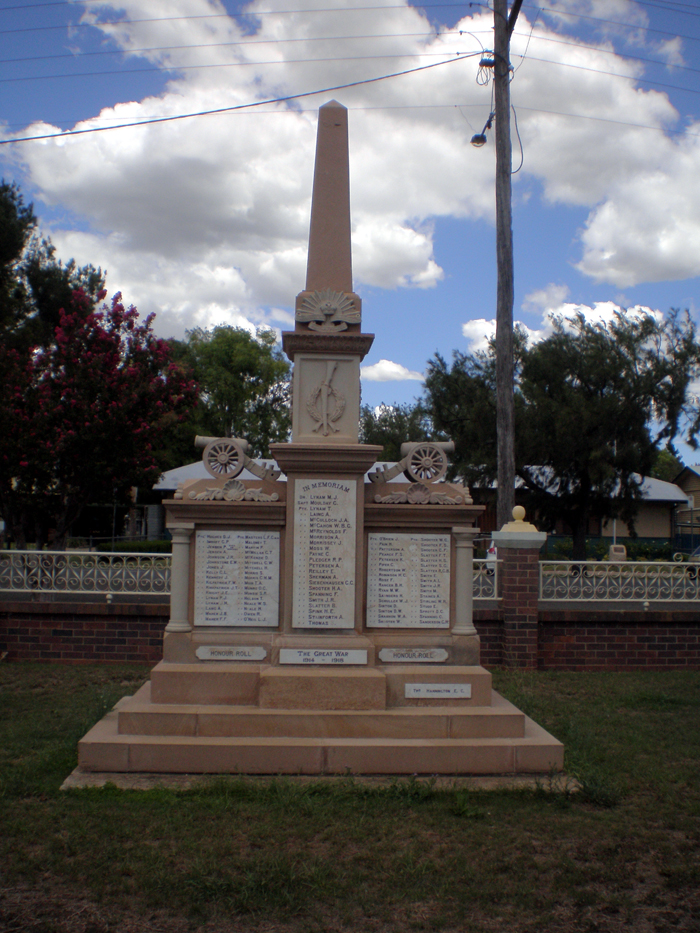
Oorlogsmonument